# Christiana Figueres
Karen Christiana Figueres Olsen, född 7 augusti 1956 i San José, är en costaricansk diplomat som har lett nationella, internationella och multilaterala politiska förhandlingar. Hon utnämndes till verkställande sekreterare för FN:s klimatkonvention (UNFCCC) i juli 2010, sex månader efter att COP15-konferensen misslyckats i Köpenhamn. Under de följande sex åren arbetade hon för att återuppbygga den globala förhandlingsprocessen för klimatförändringar, som ledde till Parisavtalet 2015, allmänt erkänt som en historisk bedrift.
Figueres har under åren arbetat inom områdena klimatförändringar, tekniskt och ekonomiskt samarbete, energi, markanvändning och hållbar utveckling. 2016 var hon Costa Ricas kandidat till FN:s generalsekreterare och såg ut att ha en chans, men hon bestämde sig för att dra sig ur efter att ha fått otillräckligt stöd. Hon är en av grundarna av gruppen Global Optimism, medförfattare till The Future We Choose: Surviving the Climate Crisis (2020) tillsammans med Tom Rivett-Carnac, och en av värdarna för den populära podcasten Outrage and Optimism.

## Priser och utmärkelser
Figueres har tilldelats flera utmärkelser och utmärkelser, inklusive hedersdoktor flera gånger.

### Från regeringar och länder
- Honorary Dame Commander of the Order of the British Empire (DBE), Storbritannien, 2022[20]
- Premio con motivo de los 500 años del Descubrimiento del Estrecho de Magallanes, Chile 2020[21]
- Condecoración al Mérito de la Paz y la Democracia, Costa Rica 2018[22]
- Officer av Oranien-Nassauorden, Nederländerna, 2016[23]
- Hederslegionen, Frankrike, 2016[24][25]
- Paris Stads Medalj, 2015[26]
- Storkorset av Förbundsrepubliken Tysklands förtjänstorden 1985[27]

### Från civilsamhället
- Dan David-priset 2019 för bekämpning av klimatförändringar [28]
- Ewald von Kleists fredspris på säkerhetskonferensen i München 2016[29]
- Hero for the Planet Award av National Geographic Magazine och Ford Motor Company, mars 2001, som ett erkännande av hennes internationella ledarskap inom hållbar energi[30]
- Utsedd av tidning El Pais till hjälte 2015[31]
- Tidningen Fortune listade henne som nummer sju av världens 50 största ledare 2016, den enda kvinnliga latinamerikan som listades[32]
- Tidningen Time inkluderade henne bland de 100 främsta inflytelserika ledarna i världen för 2016[33]
- Nature Journal of Science listade henne först på listan över 2015 års topp 10[34]
- I november 2023 utsågs Figueres till BBC :s lista över 100 kvinnor[35]

### Hedersdoktor
- Doctor of Humane Letters, Yale University, 2020[36]
- Doktor i juridik, University of Bristol, 2019[37]
- Doctor of honoris causa, University of Edinburgh, 2019[38]
- Hedersexamen, University of Warwick, 2017[39]
- Hedersexamen, Cranfield University, 2017[40]
- Honorary Doctor of Humane Letters-examen vid Georgetown University, 2016[41]
- Hedersdoktor vid Concordia University, 2015[42]
- Hedersdoktor i juridik vid University of Massachusetts Boston, 2014[43]